# Martin McGuinness
James Martin Pacelli McGuinness, en gaélico Séamus Máirtín Pacelli Mag Aonghusa, conocido como Martin McGuinness (Derry, Irlanda del Norte, 23 de mayo de 1950-Derry, 21 de marzo de 2017), fue un político británico de ideología nacionalista irlandesa y militante del Sinn Féin. Fue viceministro principal del Gobierno de Irlanda del Norte desde 2007 hasta enero de 2017.

## Biografía
Reconoció públicamente su pasado como líder del IRA en mayo de 2001. En 1973 fue condenado por posesión de explosivos y municiones y por pertenencia al IRA, y desde entonces mantuvo contactos secretos con miembros del Gobierno británico. En 1993, cuando el proceso de paz se hizo público, fue designado como jefe negociador de Sinn Féin y desempeñó un papel clave en el establecimiento del alto el fuego que permitió la firma del Acuerdo de Viernes Santo en 1998.
Fue elegido diputado del Parlamento del Reino Unido por el Sinn Féin en 1997 y, como todos los diputados del Sinn Féin, McGuinness practicó la abstención en Westminster. Sin embargo, en 1998 asumió el Ministerio de Educación en el Gobierno de Irlanda del Norte, puesto que mantuvo hasta 2007, cuando se convirtió en coprimer ministro.
En 2006 tuvo que desmentir una acusación de espionaje a favor de los británicos en los años 1990.
McGuinness se opuso al Brexit, el referéndum del Reino Unido para retirarse de la Unión Europea, y mostró su preocupación por el regreso de un "frente duro". Afirmó que, junto con el daño al comercio y la política de Irlanda del Norte, el Brexit será "muy perjudicial para todas aquellas personas que apoyaron el Acuerdo de Viernes Santo".[cita requerida]
El 9 de enero de 2017 McGuinness dimitió de su cargo de viceministro principal del Gobierno de Irlanda del Norte por su desacuerdo con la ministra principal, Arlene Foster, en la gestión de un controvertido programa energético, y diez días después abandonó la política por motivos de salud. Falleció dos meses después a causa de la amiloidosis que padecía.